# 🍤
🍤  is een emoji uit de Unicode-karakterset dat een gefrituurde garnaal voorstelt. Deze emoji is in 2010 geïntroduceerd met de Unicode 6.0-standaard.

## Betekenis

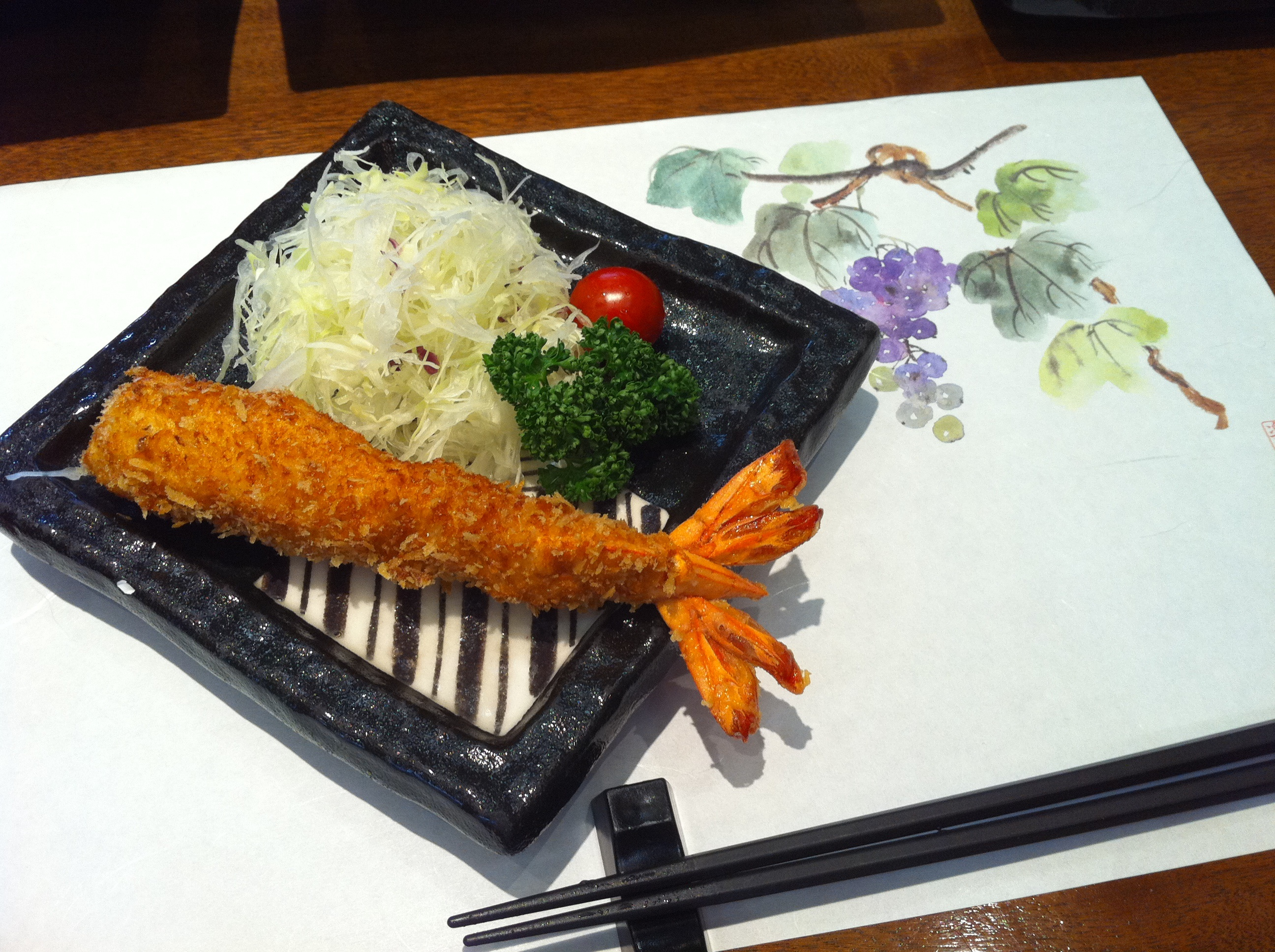
Ebi furai

Deze emoji stelt feitelijk ebi furai voor, een Japans gerecht bestaand uit een garnaal die in tempura gefrituurd wordt. Buiten Japan vaak wordt de naam tempura ook vaak gebruikt voor het hele gerecht.
Deze emoji wordt ook gebruikt om een kleine mannelijke penis mee aan te duiden.. Dit komt overeen met de Engelse slang term "shrimp dick" voor een klein geschapen manspersoon.

## Codering

De implementatie in Android Oreo

### Unicode
In Unicode vindt men de 🍤 onder de code U+1F364  (hex).

### HTML
In HTML kan men in hex de volgende code gebruiken: &#x1F364;
In decimaalnotatie werkt de volgende code: &#127844;

### Shortcode
In software die shortcode ondersteunt kan het karakter worden opgeroepen met de code :fried_shrimp:.

### Unicode-annotatie
De Unicode-annotatie voor toepassingen in het Nederlands (bijvoorbeeld een Nederlandstalig smartphonetoetsenbord) is gefrituurde garnaal. De emoji is ook te vinden met de sleutelwoorden garnaal, gefrituurd en tempura.